# العقل الاخلاقي العربي
العقل الأخلاقي العربي هو كتاب للفيلسوف محمد عابد الجابري، و عنوانه الكامل : العقل الأخلاقي العربي: دراسة تحليلية نقدية لنظم القيم في الثقافة العربية ، و يعالج موضوع "الاخلاق الإسلامية "، و يحفر في أصولها و يستنكه أغوارها و يُشرّح بنيتها المتشعبة و المعقدة التي يتداخل فيها ما هو ديني بما هو سلطوي ،و يمتزج فيها ما هو فلسفي بما هو تاريخي.
و الكتاب  صدر لأول مرة عام 2001، وطبع تسع طبعات إلى حدود 2021، عن دار النشر مركز دراسات الوحدة العربية ببيروت في لبنان .

## محتويات الكتاب
يندرج الكتاب ضمن المشروع النقدي الكبير للفيلسوف المغربي ، و الذي يضم ثلاثة كتب أسياسية أخرى و هي: تكوين العقل العربي (1984)؛ وبنية العقل العربي (1986)؛ والعقل السياسي العربي (1990).والعقل الاخلاقي العربي (2001) هو الجزء الأخير من أجزاء نقد العقل العربي ، وأكبرها حجماً (640 صفحة) ، و يتألف الكتاب من قسمين: قسم أوّل من 96 صفحة، ويقع في أربعة فصول، وقسمٌ ثان من 586 صفحة، ويقع في تسعة عشر فصلاً. و يتفرع القسم الثاني  إلى خمسة أبواب، يقع كل باب منها في فصول تراوح حجماً بين الفصلين (كما في الباب الرابع)، والستة فصول (كما في الباب الثاني). يتصدر الكتاب مقدمة، ثم مدخل، وتختمه خاتمة.
و بالتفصيل يضم الكتاب:
- مقدمة: الفكر الأخلاقي العربي الوضع الراهن
- مدخل: حديث المنهج والرؤية

القسم الأول: المسألة الأخلاقية في التراث العربي
- الفصل الأول: تحديدات أولية (أخلاق، أدب، نظام القيم)
- الفصل الثاني: في البدء كانت أزمة القيم
- الفصل الثالث :الكلام في الحرية والمسؤولية
- الفصل الرابع: أيهما يؤسس الأخلاق: العقل أم النقل ؟

خلاصة القسم الأول: عود على بدء ..!
القسم الثاني: نظم القيم في الثقافة العربية: أصولها وفصولها
الباب الأول: الموروث الفارسي أو أخلاق الطاعة
- الفصل الخامس :الترسل أول تأليف في الأخلاق والطاعة أولى القيم!
- الفصل السادس:الدين والدولة.. والقيم الكسروية.
- الفصل السابع :التشريع للدولة الكسروية في الإسلام
- الفصل الثامن:سلم القيم .. في سوق الأدب
- الفصل التاسع:القيم الكسروية تغزو الساحة: .. الدين طاعة رجل!

إجمال ومناقشة
الباب الثاني: الموروث اليوناني: أخلاق السعادة
- الفصل العاشر:الموروث اليوناني: الأصول .....
- الفصل الحادي عشر :النزعة العلمية: 1 ، طب الأخلاق.. ومستشفى لتهذيبها
- الفصل الثاني عشر: النزعة العلمية: ٢ ،هندسة الأخلاق و نزعة إنسانية
- الفصل الثالث عشر: النزعة الفلسفية: 1، القيم الكسروية تغزو .. المدينة الفاضلة
- الفصل الرابع عشر: النزعة الفلسفية: ٢، تدبير المفرد» .. والمدينة الفاضلة ممكنة
- الفصل الخامس عشر: النزعة التلفيقية: مقابسات في السعادة» . . والاستبداد!

إجمال ومناقشة
الباب الثالث: الموروث الصوفي: أخلاق الفناء وفناء الأخلاق
- الفصل السادس عشر: التصوف أصوله وفصوله
- الفصل السابع عشر: الشيخ .. والمريد
- الفصل الثامن عشر: فناء الأخلاق

إجمال ومناقشة
الباب الرابع: الموروث العربي الخالص ،أخلاق المروءة
- الفصل التاسع عشر :مراجع .. ومرجعيات
- الفصل العشرون: المروءة . . . معاناة!

إجمال ومناقشة
الباب الخامس :الموروث الإسلامي في البحث عن أخلاق إسلامية
- الفصل الواحد والعشرون: أزمة قيم ... وأخلاق الدين
- الفصل الثاني والعشرون: محاولات في أسلمة الأخلاق
- الفصل الثالث والعشرون: في الإسلام المصلحة أساس الأخلاق والسياسة

إجمال وآفاق
خاتمة وآفاق: لم يدفنوا بعد أباهم أردشير!

## مضمون الكتاب
و يرى الفيلسوف الجابري أن العقل الأخلاقي العربي تأثر بخمس موروثات:
1. الموروث العربي الخالص
2. الموروث الإسلامي الخالص
3. الموروث الفارسي
4. الموروث اليوناني
5. الموروث الصوفي[4]

و يعتبر محمد عابد الجابري أن أصل الأخلاق هو الدين، وأن العقل يقف وراءه الحكم الأخلاقي، فهو أساس الأخلاق في الإسلام، و قد تعرض العقل الأخلاقي العربي لتاثير التوظيف السياسي و تطورالمفهوم وصولا الى مرحلة تأسيس أو ما يسميه الكاتب " أخلاق الطاعة " و التي تبلور مع الدولة الاموية بما يخدم "وحدة المجتمع و الدولة مستلهما الموروث الفارسي بالخصوص ،كما فسر أسباب سيطرة القيم الكسروية و المرووث الفارسي سواء على المستوى الثقافي و على مستوى بنية الدولة و كيان المجتمع مقابل التغاضي عن الموروث اليوناني كما في نصوص الفيلسوفين أفلاطون وأرسطو و النزعة الطبية الإنسانية في الاخلاق و التي كان من أهم روادها ابن الهيثم ، و أيضا التأثير المحدود للنزعة الفلسفية التي مثلها ابن رشد وابن باجة رغم أهميتها المعرفية و نقدها لأخلاق الطاعة ، و ساد ضباب النزعة الصوفية التي حاولت الهرب من المقاومة الإيجابية الى المقاومة السلبية. واستفاض الكاتب في رسم تجليات أزمة الاخلاق في مختلف الأصعدة في المجتمعات الاسلامية التناتجة عن هذا التأثير حيث هيمنت منظومة الشيخ و المريد وليستكمل أصحابها مسارهم الاخلاقي حيث انتقلوا من فناء الاخلاق الى أخلاق الفناء و إسقاط التكاليف الشرعية.

## نقد الكتاب
تكمن أهمية الكتاب في أن  هناك شح في المصادر عن الأخلاق، كما انه لا وجود لمؤلفات كافية متخصصة فيها وفي فلسفة الأخلاق. كما يعده العديد من الباحثين من أهم ما انتجه الفكر العربي المعاصر في باب نقد العقل الأخلاقي العربي. و قد أسفر الكتاب عن  نتائج لم  يكن ليستسيغها العديد من الباحثين لولا  الإيبستيمية الرصينة  التي  اعتمدها  محمد عابد الجابري  وكذا الحجج النقلية التي  عزز بها  موقفه  
و ينتقد الفيلسوف طه عبد الرحمن للأطروحة الكتاب حيث یرى أن محمد عابد الجابري يجعل المرجع الذي ينبغي أن یقوم علیه الحكم الأخلاقي في الثقافة العربیة الإسلامیة العالمة هو العقل ، و يدافع ضمنيا على ضرورة الاعتراف بـالعقل كأساس للأخلاق في الثقافة العربیة ، بینما یرى طه عبد الرحمن أن التداول الإسلامي یرد العقلانیة إلى الأخلاقیة. و في نفس السياق يرى الباحث فتحي المسكيني أن الجابري يصدر في هذا العمل عن اختيار "أوروبي" و تبعية منهجية للثقافة الأوروبية ، ويستورد "جهازا مفاهيميا نقديا" منها دون أن بخوض أي تقويم جنيالوجي للسلطة غير المرئية التي يمارسها على إشكاليته.

## اقتباسات
لم ينهض العرب و المسلمون بعد و لا إيران و لا غيرها من بلاد الإسلام ،النهضة المطلوبة و السبب عندي أنهم لم يدفنوا في أنفسهم آباهم " أردشير"

كان هناك منذ البداية كلام طويل عريض عن "الذين آمنوا"(ما الإيمان؟) و لكن كان هناك بالمقابل سكوت تام عن "وعملوا الصالحات" مع أنه نادرا ما يفرق الوصفان في القرآن.